# Liam Finn
Liam Finn (ur. 24 września 1983 w Melbourne, Australia) – nowozelandzki muzyk, lider popowo-rockowego zespołu Betchadupa. Znany również ze swoich solowych dokonań. Liam Finn jest synem lidera rockowego zespołu Crowded House, Neila Finna.

## Skład
- Liam Finn
- Eliza-Jane Barnes

## Dyskografia
- I'll Be Lightning (2007)
- Live (in Spaceland) - February 22nd, 2008, Spaceland Recordings
- Fomo (2011)